# Сертякино (деревня)
Сертякино — деревня в Подольском районе Московской области. Относится к сельскому поселению Лаговское. Находится на 2 км западнее города Климовска. Родина адмирала Нагаева (1704—1781).
В 100 метрах южнее деревни Сертякино находится старое кладбище. Сейчас там никого не хоронят.
По состоянию на 2006 год, в Сертякино насчитывается около 100 домов.

## Население
| 2002 | 2006 | 2010 |
| ---- | ---- | ---- |
| 118  | ↗120 | ↘75  |

Согласно Всероссийской переписи, в 2002 году в деревне проживало 118 человек (59 мужчин и 59 женщин).

## Водоёмы
Деревня основана на берегах реки Рожай. Однако местным жителям не хватало воды, и потому были вырыты Сертякинские пруды. Сейчас их насчитывается 5 штук. Общая площадь прудов — 10 000 м² . Однако в настоящее время пруды находятся в плачевном состоянии: заросли тиной и ряской.

## Церковь Воскресения Словущего
В деревне Сертякино находится церковь Воскресения Словущего — памятник архитектуры местного значения. Современное здание было построено в 1859 году.